# Euplectrus solitarius
Euplectrus solitarius är en stekelart som beskrevs av William Harris Ashmead 1904. Euplectrus solitarius ingår i släktet Euplectrus och familjen finglanssteklar.
Artens utbredningsområde är:
- Colombia.
- Costa Rica.
- Ecuador.
- Panama.

Inga underarter finns listade i Catalogue of Life.